# Stelodoryx cribrigera
Stelodoryx cribrigera är en svampdjursart som först beskrevs av Ridley och Arthur Dendy 1886.  Stelodoryx cribrigera ingår i släktet Stelodoryx och familjen Myxillidae. Inga underarter finns listade i Catalogue of Life.